# 地震險

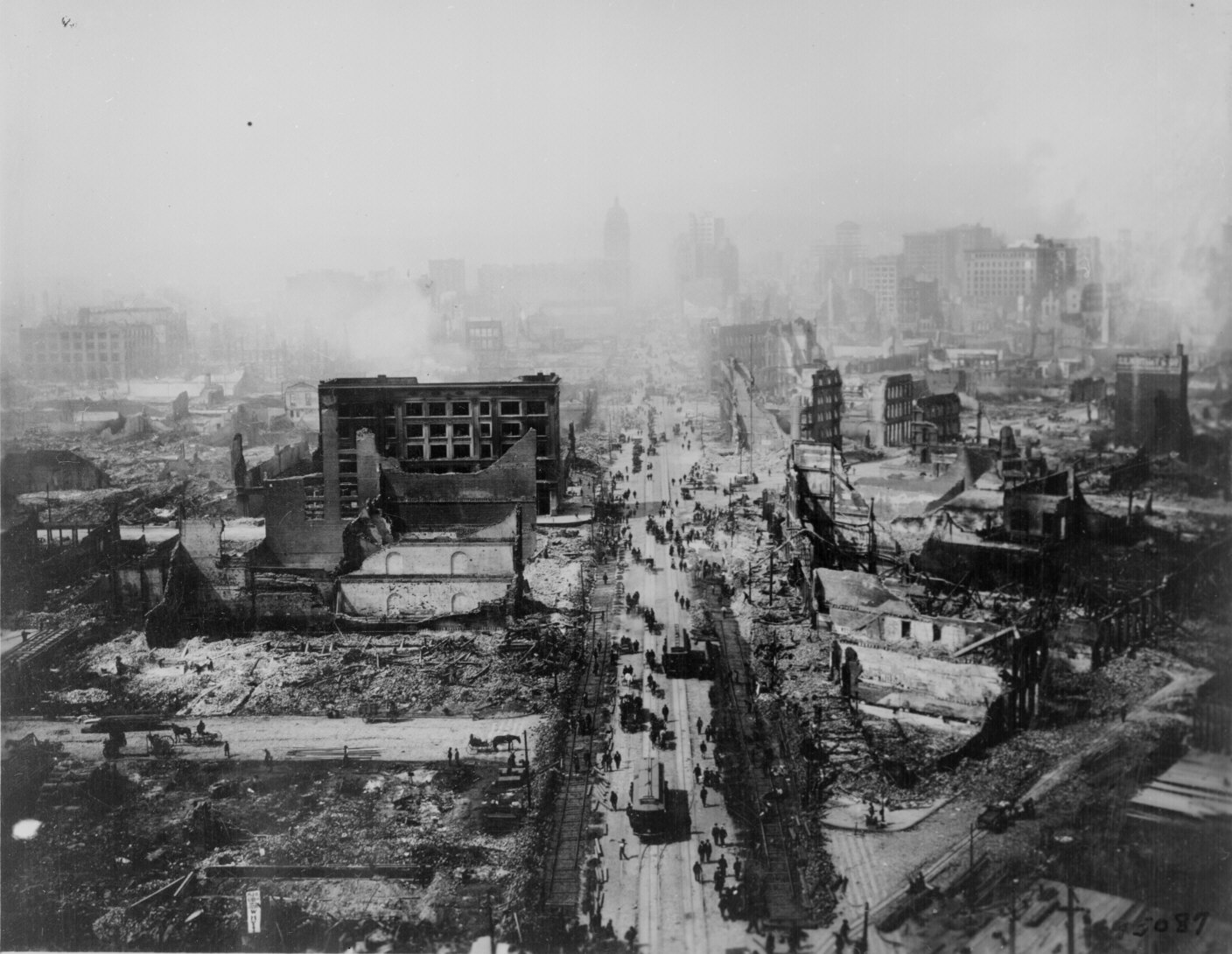
1906年舊金山大地震

地震險是一種財產保險形式，是指保戶可以在地震還沒發生前，向保險公司投保此一險種，以避免或減低因地震而導致的損失。

## 日本
在日本，自1966年起，制定「與地震保險相關的法律」之後，開始有日本國政府與民間的保險公司開始共同經營地震保險，除了受理地震相關災害之外，火山噴火、海嘯等災害所造成的損失，也包含在地震保険）。